# Gare du Boulou - Perthus
La gare du Boulou - Perthus est une gare ferroviaire française, de la ligne d'Elne à Arles-sur-Tech, située sur le territoire de la commune du Boulou, près de celle du Perthus, dans le département des Pyrénées-Orientales, en région administrative Occitanie.
Elle est mise en service en 1889 par la Compagnie des chemins de fer du Midi et du Canal latéral à la Garonne (Midi) et fermée au service des voyageurs en 1940 par la Société nationale des chemins de fer français (SNCF). Elle est ouverte au service du Fret.

## Situation ferroviaire
Établie à 89 mètres d'altitude, la gare du Boulou - Perthus est située au point kilométrique (PK) 496,287 de la ligne d'Elne à Arles-sur-Tech, entre les gares de Banyuls-dels-Aspres et de Saint-Jean-Pla-de-Corts.

## Histoire
La gare du Boulou est mise en service le 18 août 1889 par la Compagnie des chemins de fer du Midi et du Canal latéral à la Garonne (Midi), lorsqu'elle ouvre à l'exploitation les 24 km de la section d'Elne à Céret de sa ligne d'Elne à Arles-sur-Tech.

## Patrimoine ferroviaire
Le bâtiment voyageurs est toujours utilisé par la SNCF pour les services du fret et de l'infrastructure. 
En juin 2009, l'ancien guichet de ventes de billets été toujours conservé.